# Hart megye (Kentucky)
Hart megye az Amerikai Egyesült Államokban, azon belül Kentucky államban található. Megyeszékhelye Munfordville, legnagyobb városa Horse Cave. Lakosainak száma 19 288 fő (2020. április 1.).

## Szomszédos megyék
- Hardin megye (észak)
- LaRue megye (északkelet)
- Green megye (kelet)
- Metcalfe megye (délkelet)
- Barren megye (dél)
- Edmonson megye (délnyugat)
- Grayson megye (északnyugat)

## Népesség
A megye népességének változása:
| Lakosok száma | 18 214 | 18 318 | 18 424 | 18 573 | 18 454 | 19 288 |
|               | 2010   | 2011   | 2012   | 2013   | 2015   | 2020   |